# Kristofor Mahler
Kristofor Mahler (Canmore, 26 februari 1995) is een Canadese freestyleskiër.

## Carrière
Mahler maakte zijn wereldbekerdebuut in december 2015 in Montafon. In januari 2016 scoorde hij in Nakiska zijn eerste wereldbekerpunten. In december 2016 behaalde de Canadees in Montafon zijn eerste toptienklassering in een wereldbekerwedstrijd. Op 7 december 2019 boekte Mahler in Val Thorens zijn eerste wereldbekerzege. Op de wereldkampioenschappen freestyleskiën 2021 in Idre Fjäll eindigde hij als twaalfde op de skicross.

## Resultaten

### Wereldkampioenschappen
| Jaar | Plaats     | Resultaten   |
| ---- | ---------- | ------------ |
| 2021 | Idre Fjäll | 12e Skicross |

### Wereldbeker
Eindklasseringen
| Seizoen   | Algm | SX  |
| --------- | ---- | --- |
| 2015/2016 | 191e | 41e |
| 2016/2017 | 165e | 34e |
| 2017/2018 | 249e | 47e |
| 2019/2020 | 33e  | 6e  |

Wereldbekerzeges
| Datum           | Plaats      | Onderdeel |
| --------------- | ----------- | --------- |
| 7 december 2019 | Val Thorens | Skicross  |